# Smålandsposten
Smålandsposten er et dagblad som udkommer i Kronobergs län. Det var Frans Johan Munther og Carl Lundgren som grundlagde avisen i 1866. Chefredaktør er Magnus Karlsson, og avisen er en del af koncernen Gota Media AB. Avisen er uafhængig af partipolitik, men betegnes som moderat. Smålandsposten arbejder for "Kristne værdier, konservativ ideologi, kombineret med liberal idetradition samt for næringsfriheden og ejendomsrettens bevarelse".